# Въоръжени сили на Мавритания
Въоръжените сили на Мавритания имат обща численост от около 20 250 души, включително паравоенни формирования.
Структурата се състои от Сухопътни войски, Военноморски флот, Военновъздушни сили, Национална жандармерия, Национална гвардия, Президентска гвардия. Поради милитаризирания характер на страната Националната полиция също се причислява към въоръжените сили.
Бронетанковите войски включват 35 танка Т-55 и около 200 бронирани коли и БТР-и. Зенитно-ракетни комплекси: 9К31 Стрела-1, 9К32 Стрела-2. Зенитни оръдия: ЗПУ-4.